# Базовий патентний фонд
Ба́зовий пате́нтний фонд — фонд патентної документації та інформації, призначений для забезпечення патентною документацією підприємств і організацій регіонів, що входять у встановлену зону обслуговування.
Базовий патентний фонд містить:
- описи до охоронних документів на об'єкти промислової власності;
- офіційні бюлетені та реферативні видання патентних відомств;
- репродукційні реферативні та бібліографічні видання;
- міжнародні та національні покажчики класів винаходів, промислових зразків, товарних знаків;
- систематичні, нумераційні та іменні покажчики до вітчизняних та зарубіжних патентів;
- патентно-правову літературу.

Глибина  патентного  фонду —  характеристика комплектуючої частини патентного фонду, яка виражається кількістю років (місяців) і визначається різницею між датами створення найбільш раннього і найбільш пізнього документів, які зберігаються у фонді.